# Edroy, Texas
Edroy là một nơi ấn định cho điều tra dân số (CDP) thuộc quận San Patricio, tiểu bang Texas, Hoa Kỳ. Năm 2010, dân số của nơi này là 331 người.

## Dân số
- Dân số năm 2000: 420 người.
- Dân số năm 2010: 331 người.